# Droga I/25 (Czechy)
Droga krajowa 25 (cz.Silnice I/25) – droga krajowa w zachodnich Czechach. Łączy miasto Ostrov – znajdujące się kilka kilometrów od Karlowych War – z dawnym przejściem granicznym z RFN, gdzie łączy się z niemiecką drogą krajową B95. Droga kończy się w miejscowości Boží Dar – dużym ośrodku sportowym tego rejonu Czech.